# Воля-Ухруска (гмина)
Воля-Ухруска (пол. Wola Uhruska) — сельская гмина (волость) в Польше, входит как административная единица в Влодавский повет, Люблинское воеводство. Административный центр гмины — Воля-Ухруска. Население — 4223 человека (на 2004 год).

## Сельские округа
1. Бытынь
2. Юзефув
3. Косынь
4. Мацошин-Дужы
5. Майдан-Стуленьски
6. Мшанка
7. Мшанна
8. Мшанна-Колёня
9. Пяски
10. Потоки
11. Седлище
12. Станиславув
13. Стульно
14. Ухруск
15. Воля-Ухруска
16. Збереже

## Прочие поселения
1. Фольварк
2. Хута
3. Лан
4. Малоземце
5. Надбужанка
6. Пяски-Ухруске
7. Пшимярки
8. Солтысы
9. Стара-Весь
10. Старе-Стульно
11. Загура
12. Загженды
13. Заставе

## Соседние гмины
1. Гмина Ханьск
2. Гмина Руда-Хута
3. Гмина Савин
4. Гмина Влодава